# Planfoy
Planfoy este o comună în departamentul Loire din sud-estul Franței. În 2009 avea o populație de 896 de locuitori.

## Evoluția populației
| An        | 1975 | 1982 | 1990 | 1999 | 2006 | 2009 |
| --------- | ---- | ---- | ---- | ---- | ---- | ---- |
| Populație | 536  | 707  | 778  | 852  | 895  | 896  |